# M41 Уокер Бульдог
M41 «Уокер Бульдог» (англ. M41 Walker Bulldog) — лёгкий танк армии США, спроектированный в 1946-1949 годах для замены M24 «Чаффи».
Танк назван в честь генерала Уолтона Уокера, погибшего в автокатастрофе во время Корейской войны. Первая партия, произведённая на Cadillac Motor Car, сошла со сборочных линий в 1951 году, выпуск продолжался до конца 1950-х. Танк был признан не очень удачным и уже в 1960-е годы был снят с вооружения в сухопутных войсках США, но остался на вооружении формирований сухопутных войск Национальной гвардии и применялся при подавлении бунта в Детройте 1967 года, с другой бронетехникой. Тем не менее, M41 поставлялся во многие другие страны, в большинстве из которых модифицировался с целью повышения боевых качеств или приспособления к местным условиям эксплуатации. К началу 2000-х годов M41 всё ещё состоял на вооружении ряда стран.

## История создания и производства
Начиная с 1946 года, армия Соединённых Штатов приступила к осуществлению проекта по замене лёгкого танка M24 Чаффи. Предварительно этот танк должен был называться Т37. В 1949 года были построены три прототипа. Второй прототип был выбран для дальнейших испытаний и получил уникальное обозначение T41.
T41 задумывался как высокомобильный лёгкий танк, способный вести разведку и быть достаточно вооружённым, чтобы при необходимости поразить новейшие советские средние танки. Он должен был использовать корпус, который можно было бы переоборудовать для множества других специализированных функций. Для всех трёх прототипов была даже выбрана конкретная силовая установка: 6-цилиндровый бензиновый двигатель с воздушным охлаждением Continental или Lycoming. Это сделало T41 одним из первых американских танков, которые были спроектированы на основе уже существующего типа двигателя, а не строились сначала, а затем использовали подходящий двигатель. При весе почти 24 тонны T41 был настолько тяжёлым, что всего пятью годами ранее его можно было бы классифицировать как средний танк и больше не считали подходящим для частых воздушных операций.
Армия разместила заказ на Т41 примерно в августе 1950 года. Танк был назван «Уокер Бульдог» в честь покойного генерала Уолтона Уокера, погибшего автокатастрофе. Название было присвоено во время показа танка президенту Гарри Трумэну на Абердинском испытательном полигоне в феврале 1951 г.
Серийное производство было отложено из-за технических трудностей, связанных с решением встроить дальномер в башню. Возобновившееся чувство безотлагательности, вызванное началом Корейской войны и растущими требованиями армии США к большему количеству танков, привело к поспешному началу производства в середине 1951 года. Поспешный производственный цикл привел к многочисленным модификациям во время и после производства. Cadillac перепрофилировал склад в Кливленде в августе 1950 года и начал оснащать место для производства M41 и других боевых машин, а именно M42. Завод, на котором работало 3700 человек, поставил первый серийный M41 Walker Bulldog в марте 1951 года.
К марту 1952 года было произведено уже более 900 M41. Они поступили на вооружение слишком поздно, чтобы участвовать в Корейской войне, хотя некоторые из них могли быть отправлены американским войскам в этот регион сразу после окончания боевых действий. Было построено около 1802 экземпляра, но они имели множество недостатков из-за их несколько поспешного производства, и для решения этих проблем была введена вторая модификация, M41A1. Ещё 1631 базовый M41 также были отправлены на хранение на склад артиллерийского корпуса в Лиме, штат Огайо, до тех пор, пока их недостатки не будут устранены.

## Модификации

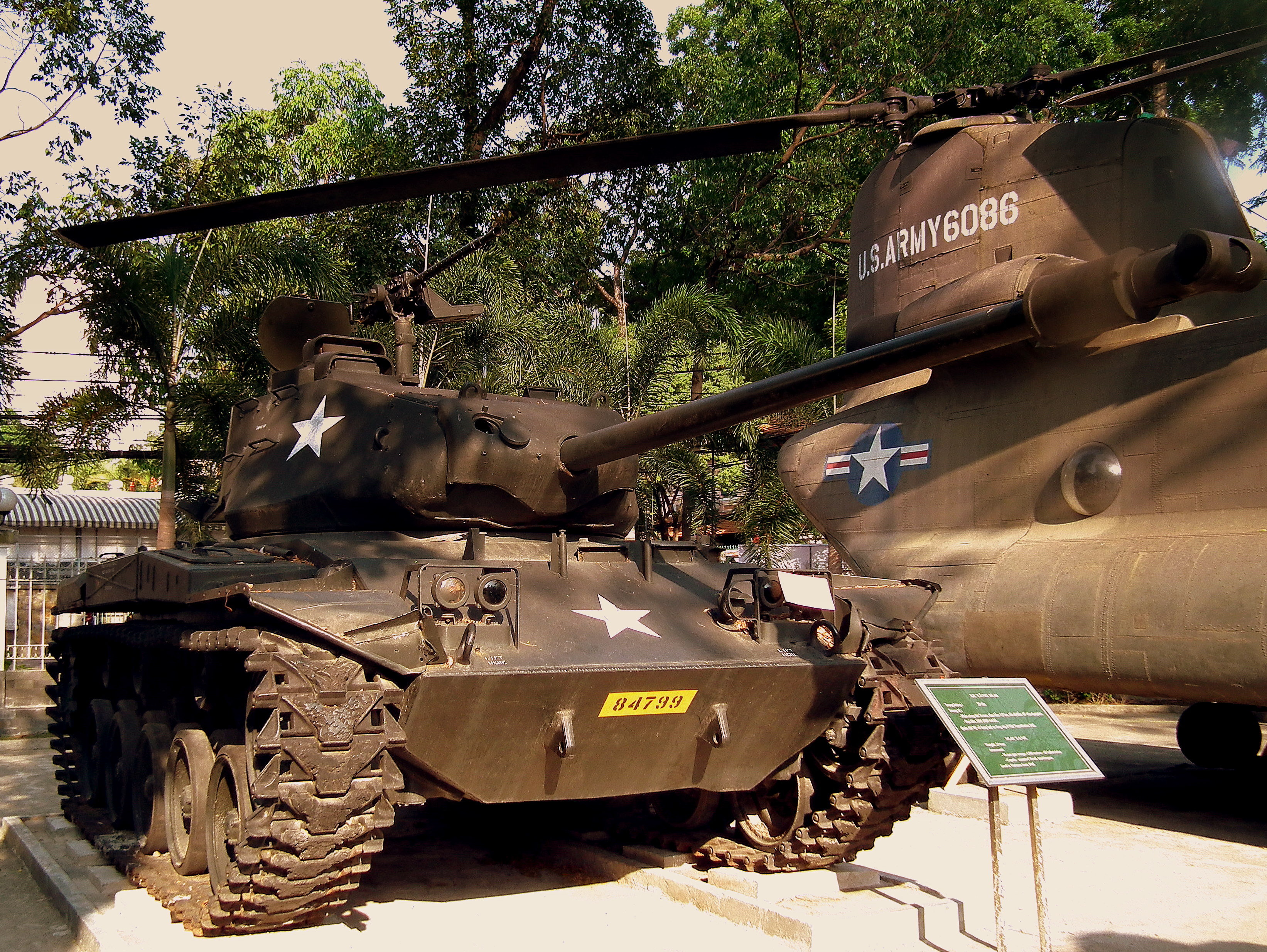
Южновьетнамский M41, захваченный северовьетнамской армией во время войны во Вьетнаме

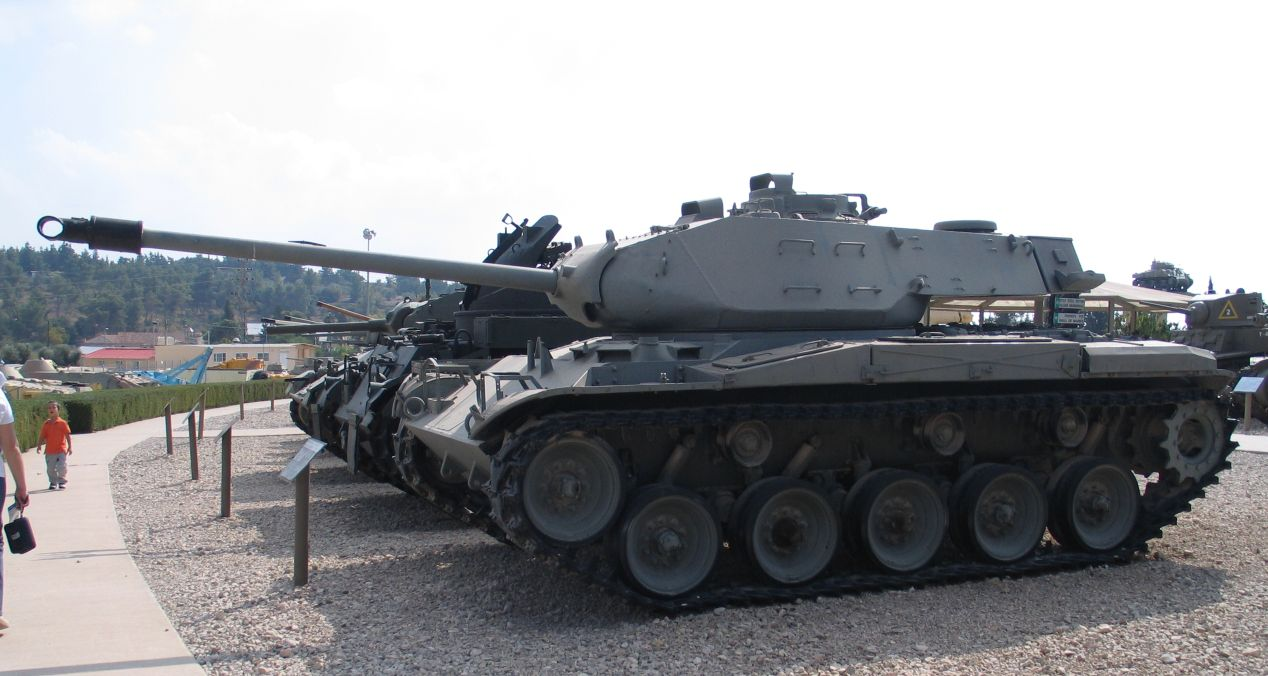
M41A3 Уокер Бульдог в музее в Израиле

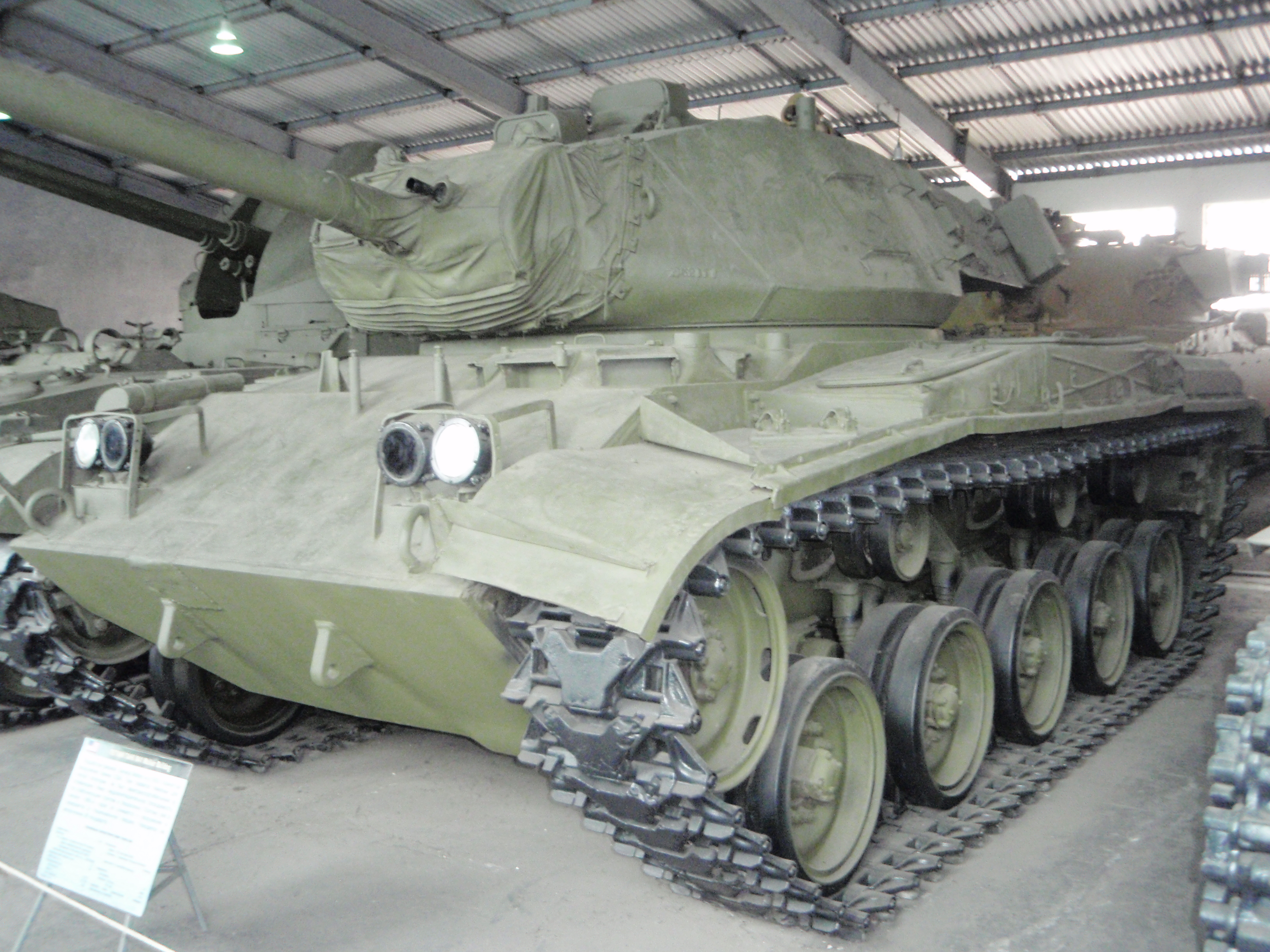
M41 «Walker Bulldog» в Бронетанковом музее в Кубинке

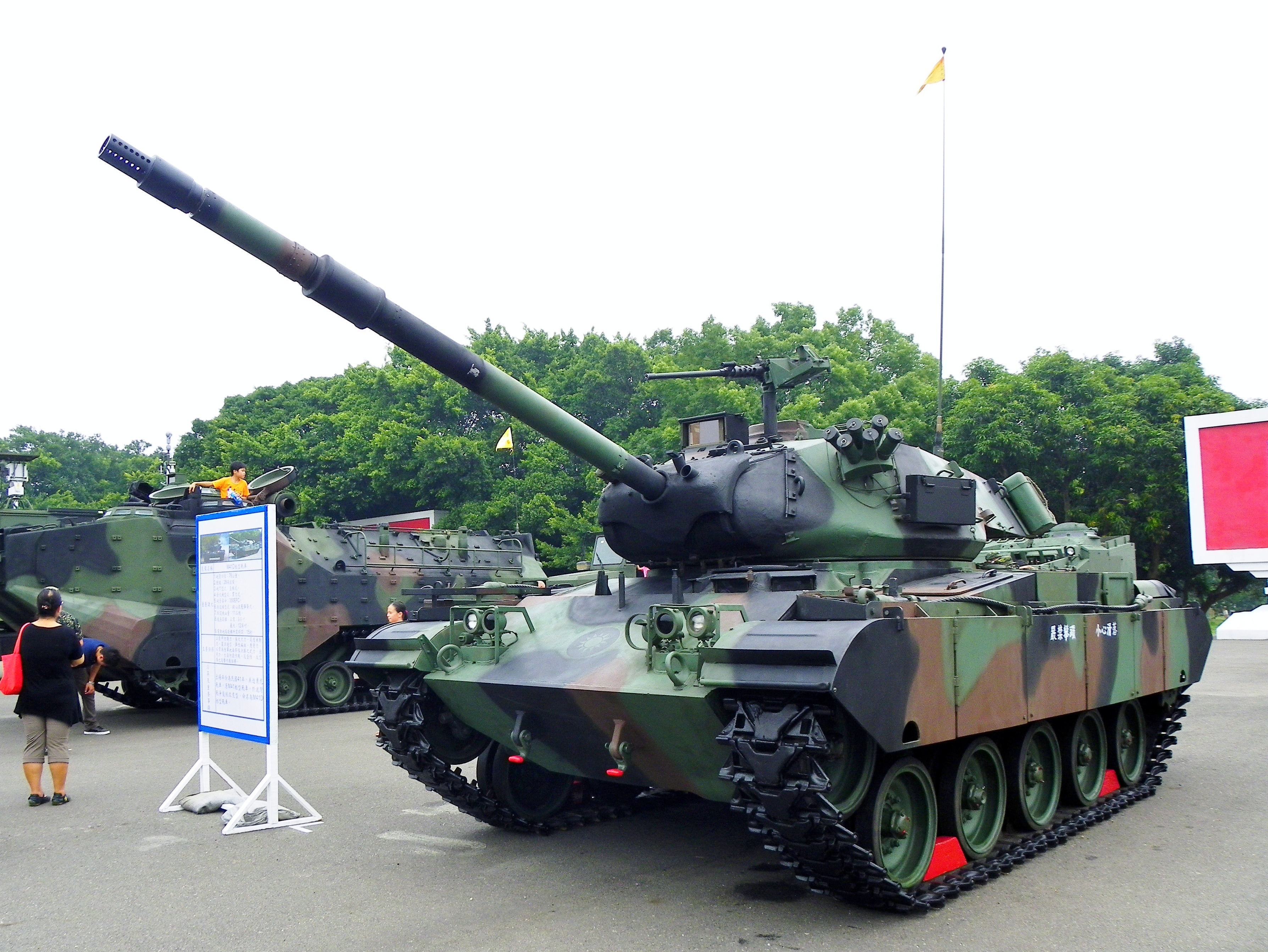
M41D Тайваня

- T41 — предсерийный прототип танка;
- M41 — базовый вариант. Вооружен 76-мм нарезной пушкой M32/T91E3 на башне M76/T138E1. Поворот башни производился с помощью импульсной релейной системы и электроприводов. Танк оснащался бензиновым двигателем АОS-895-3;
- M41A1 — модификация, принятая на вооружение в 1955 году, отличается от M41 установкой усовершенствованных приборов наведения пушки, новый способ укладки боекомплекта позволил увеличить запас 76-мм снарядов с 57 шт. до 65 шт.;
- M41A2 — модификация, принятая на вооружение в 1956 году, отличается от M41A1 установкой 6-цилиндрового двигателя AOSI-895-5 с системой непосредственного впрыска бензина, позволившей повысить экономичность двигателя и увеличить запас хода танка до 240—270 км;
- M41A3 — модификация, принятая на вооружение в 1958 году;
- M41B — модернизация M41 для сухопутных войск Бразилии. Оснащен новым 8-цилиндровым дизельным двигателем Saab-Scania DS-14A 04 мощностью 405 л. с. (302 кВт), позволяющий танку развивать скорость до 70 км/ч. Также была установлена новая система охлаждения, состоящая из радиатора и двух больших вентиляторов. Размеры этого аппарата потребовали постройки совершенно новой задней части корпуса;
- M41C — модернизация M41B для морской пехоты Бразилии. Оснащен другим дизельным двигателем DS-12 OA и лазерным дальномером;
- M41D — модернизация M41 для вооружённых сил Тайваня, отличается установкой нового 76-мм орудия местного производства, более совершенных приборов наведения (включая баллистический вычислитель и лазерный дальномер) и дизельным двигателем Detroit Diesel 8V-71T[1];
- M41DK1 — модернизация M41 для вооружённых сил Дании, проведенная в 1980-е годы, отличается установкой нового двигателя, приборов ночного видения;
- M41E — модернизация M41 для вооруженных сил Испании. Отличается установкой нового 60-мм орудия HVMS израильского производства, более совершенной системы управления огнём и 8-цилиндрового дизельного двигателя от БМП M2 «Брэдли»[2];
- M41GTI — модернизация M41 двумя неизвестными немецкими компаниями для сухопутных войск Таиланда. Оснащен новым дизельным двигателем MTU MB 833 Aa501 мощностью 442 л. с. (330 кВт), позволяющим танку развивать скорость до 60 км/ч. 76-мм пушка была также соединена с тепловизионными прицелами и лазерным дальномером, а также с новым коаксиальным пулемётом HK21;
- M41U — модернизация M41A1 для вооруженных сил Уругвая. Улучшенное бронирование и изменённая башня, чтобы оснастить танк бельгийской 90-мм пушкой Cockerill Mk. IV, а также коаксиальным пулемётом FN MAG;
- leKpz M41 90 mm — модернизация M41A1 сделанная немцами в 1950-х годах. 76-мм пушку M32 заменили на 90-мм орудие 90/76 US-kanone M32;
- T49 — модификация M41A1 с 90-мм гладкоствольной пушкой T123.

## Описание конструкции

### Корпус
Корпус M41 выполнен из катанных закалённых бронелистов, соединённый сваркой. Трансмиссия и отделение управления расположены в передней части танка. Доступ к месту механика-водителя осуществляется через крышку люка. Когда люк закрыт, управление танком осуществляется с помощью трёх триплексов перед сидением механика-водителя и одного слева. Также, у него есть аварийный люк, расположенный под его сиденьем.
M41 имеет характерный наклон лобовой детали. Надгусеничные полки снабжены двумя ящиками ЗИП с каждой из сторон и по одному защитному кожуху выхлопных труб, также с каждой из сторон.

### Башня
Башня M41 предполагает конструкцию из сварных стальных бронелистов с литыми деталями. Командир экипажа и наводчик сидят справа, а заряжающий — слева. Вращение башни обеспечивается гидравлическим, либо электрическим приводом. Для полного поворота на 360° требуется примерно десять сек. Командир танка имеет перископ и командирскую башенку с пятью приборами наблюдения. Также, у него есть свой откидной люк. Кроме того, заряжающий и наводчик также снабжены своими приборами наблюдения и откидным люком.
Некоторые модели имеют корзину для хранения личных вещей, которая приваривалась к задней части башни, и вентилятор с куполообразным лючком на крыше башни. Стандартная модель не оборудовалась ПНВ (Прибором Ночного Видения), но он может быть установлен снаружи на башне или может заменять собой командирский перископ. Также, на башне имеется пулемётное гнездо, что предусматривает установку зенитного пулемёта M2HB.

### Вооружение

#### Пушка
Модификации M41A1, M41A2 и M41A3 были оснащены 76-мм нарезной пушкой M32A1, стреляющей бронебойными (AP), осколочно-фугасными (НЕ) и бронебойными оперёнными подкалиберными снарядами (HVAP) боеприпасами. Базовая модель M41 была оснащена похожей 76-мм пушкой M32/T91E3. Орудие имеет УВН (Углы Вертикальной Наводки) +19,75° и −9,75°. Орудие имеет скользящий затвор и инерционный ударно-спусковой механизм с пружинным приводом. Чтобы предотвратить излишнюю отдачу, пушка также была оснащена вакууматором канала ствола и концентрической гидропружинной системой отдачи. Прицеливание осуществляется вручную с помощью оптического прицела наводчика M97A1. Максимальная дальность стрельбы M32/T91E3 и M32A1 — 4752 метра.

#### Пулемёт
Все американские модификации танка оснащались пулемётом калибра M1919A4E1 7,62-мм., спаренным с орудием. Также, на крыше башни устанавливался зенитный пулемёт M2HB калибра 12,7-мм.

### Ходовая часть
У танков M41 была торсионная подвеска. С каждой из сторон танка устанавливалось по пять балансиров с пятью опорными катками. Также, устанавливалась пара ведущих звездочек сзади, пара ленивцев спереди и три поддерживающих катка. Первый, второй и пятый балансир имеют гидравлические амортизаторы. Хотя M41 не считается амфибией, он был способен преодолеть брод до 1,016 м. и до 2,44 м со специальным оборудованием — электрическим трюмным насосом.

### Двигатель и трансмиссия
Штатный двигатель: разработка и производство — Teledyne Continental; модель — AOS-895 или AOSI-895. Двигатель бензиновый, 6-цилиндровый, оппозитный, воздушного охлаждения, с приводным нагнетателем, объёмом ~14.66 л. (895 дюйма3). Заявленная мощность «брутто» — 500 л. с. (500 BHP). Заявленная мощность «нетто» 380 л. с. (380 BHP). Отличия двигателей AOS от AOSI — в системе питания (карбюратор или механический 6-точечный впрыск). Двигатель расположен продольно. Вал вентилятора расположен вертикально по центру двигателя.
При модернизации и на экспорт устанавливались различные дизельные двигатели, такие как Detroit Diesel 8V-71N (двухтактный, 8-цилиндровый, водяного охлаждения с турбонаддувом), Scania DS-12 и DS-14 (четырёхтактный, 8-цилиндровый, водяного охлаждения с турбонаддувом). Под новые двигатели переделывалась задняя часть корпуса танка под установку радиаторов охлаждения.
Механизм передачи и поворота: разработка и производство — Allison-GM; модель — Cross-Drive CD-500. Механизм передачи и поворота поперечно-расположенный (отсюда название «Cross-Drive») гидромеханический, двухпоточный, сблокирован с двигателем. Состоит из расположенных в общем корпусе разветвителя потоков, первичного редуктора, двухреакторной комплексной гидропередачи с блокировкой, 3-скоростной планетарной коробки передач (+2;-1) с гидравлическим управлением и ручным переключением передач, механизма поворота по типу двойного дифференциала с фрикционным приводом, а также остановочных тормозов. Общий силовой диапазон трансмиссии равен ~8,5 (~4,0 от гидропередачи и ~2,25 от коробки передач). Моторный отсек расположен в задней части корпуса и изолирован от экипажа огнеупорной переборкой. Трансмиссия Allison Cross-Drive модели CD-500-3 расположена в этом отсеке, сразу за двигателем, и включает в себя одно передаточное число переднего и одно заднего хода.
Управление танка на ранних версиях осуществлялось штурвалом с усечённым рулевым колесом и 4-позиционным ручным селектором выбора передач, на поздних версиях — многофункциональным джойстиком с двумя степенями свободы (вперёд-назад и вправо-влево). Включение блокировки гидропередачи осуществлялось автоматически только на второй передаче КП (уместный аналог работы — автобус ЛиАЗ-677). Механизм поворота обеспечивал множество неустойчивых радиусов поворота, определяемых степенью пробуксовки фрикциона поворота, текущим режимом работы гидропередачи и номером включённой передачи в КП. Также был возможен поворот на месте вокруг собственного центра масс. Поворот вокруг остановленной гусеницы не возможен. Остановочные тормоза имели только групповой привод, а торможение танка осуществлялось педалью тормоза.
Бортовые редукторы: зубчатые однорядные.

### Оборудование
На левой надгусеничной полке устанавливалась корзинка, куда крепились топор, лопата и гаечный ключ, на правой был крепёж для запасных гусеничных траков. С обеих сторон устанавливались ящики ЗИП, куда складывались запасные части от техники и пулемёта. Сзади башни на некоторых машинах устанавливался специальный ящик для личных вещей членов экипажа. Кроме того, на башне имеется множество различных крючков для крепежа тента или маскировочной сети.

## Машины на базе M41
- M42, «Дастер» — зенитная самоходная установка, вооружённая спаренными 40-мм пушками. Выпущено около 3700 штук в 1951—1959 годах.
- M44 — 155-мм самоходная гаубица.
- M52 — самоходная артиллерийская установка, вооружённая 105-мм пушкой.
- M75 — бронетранспортёр, 1729 единиц произведено в 1952—1954 годах.

## Страны-операторы
- Австрия[8]
- Аргентина[8]
- Бельгия[8]
- Бразилия — 152 M41B и M41C, по состоянию на 2010 год[9]
- Великобритания[8]
- Вьетнам — сотни трофейных M41[10]
- Гватемала[8]
- ФРГ[8] — первые 23 танка были поставлены по программе военной помощи из США в 1956 году[11]
- Греция[8]
- Дания[8], в том числе 53 M41DK1
- Доминиканская Республика — 12 M41B, по состоянию на 2010 год[12]
- Иордания[8]
- Испания[8]
- Италия[8]
- Ливан[8]
- Пакистан[8]
- Саудовская Аравия[8]
- США
- Таиланд — 255 M41, по состоянию на 2007 год[13]
- Китайская Республика — 675 M41, по состоянию на 2007 год[14]
- Тунис[8]
- Уругвай — 22 M41A1UR, по состоянию на 2010 год[15]
- Филиппины[8]
- Франция[8]
- Чили[8]
- Эфиопия[8]
- Южный Вьетнам[16] — в 1965 году по программе военной помощи из США начали поступать первые танки M41A3, к концу 1965 года из них были сформированы пять танковых рот[17]
- Япония[8] — в 1982—1983 годы на вооружении оставалось около 70 танков M41 (прошедших модернизацию в ходе эксплуатации в японской армии)[18]

## Боевое применение

### Вторжение на Кубу
В числе трофеев, доставшихся кубинской армии после отражения высадки эмигрантов в заливе Свиней, были 5 танков M41 «Уокер Бульдог», ещё столько же было уничтожено (были потеряны все 10 из 10 задействованных M41). Один танк был отправлен в СССР.

### Война во Вьетнаме
Наиболее активно танки M41 в бою применялись во время войны во Вьетнаме. С января 1965 года начались поставки M41 для южновьетнамской армии, в дальнейшем они широко применялись в ходе Вьетнамской войны. Всего Южный Вьетнам получил не меньше 599 таких танков: 580 M41 с начала войны по 15 декабря 1972 года и 19 M41 в 1974 году.
Из других стран такие танки здесь применял Таиланд, а также 2 танка M41 здесь развернули Филиппины, американские военные в ходе войны такие танки не использовали.
За частое применение танка вьетнамскими военными и политиками для совершения государственных переворотов американцы иногда называли M41 «танками переворотов» (англ. coup tanks) или «голосовальными танками» (англ. voting machines).
Подразделения, имевшие на вооружении танки M41
- 1-я рота 3-й бронетанковой бригады АРВ;
- 3-я рота 2-й бронетанковой бригады АРВ;
- 4-я рота 1-й бронетанковой бригады АРВ;
- 5-я рота 3-й бронетанковой бригады АРВ;
- 7-я рота 1-й бронетанковой бригады АРВ;
- 8-я рота 2-й бронетанковой бригады АРВ;
- 11-я рота 1-й бронетанковой бригады АРВ;
- 14-я рота 2-й бронетанковой бригады АРВ;
- 15-я рота 3-й бронетанковой бригады АРВ;
- 17-я рота 1-й бронетанковой бригады АРВ;
- 18-я рота 3-й бронетанковой бригады АРВ;
- 19-я рота 2-й бронетанковой бригады АРВ;
- Учебный батальон 3-й бронетанковой бригады АРВ[26].
- Филиппинское подразделение PHILCAG-V имело на вооружении 2 танка M41 полученных в июле 1966 года[27].

Штатный состав южновьетнамской танковой роты включал 17 танков M41. В книге «Walker Bulldog vs T-54: Laos and Vietnam 1971-75» Криса МакНаба ошибочно указывается что M41 имелись на вооружении также 2-й, 6-й, 9-й, 10-й и 12-й танковых рот АРВ. Согласно документам официальных американских лиц эти подразделения имели на вооружении только бронетранспортёры.
В бою
Боевой дебют южновьетнамских M41 состоялся в октябре 1965 года во время сражения за лагерь спецназа Плей Ме. Для его обороны отводилась 3-я танковая рота M41 в составе 16 танков и несколько десятков бронетранспортёров. Оборона оказалась успешной, однако американские танковые командиры отмечали низкий уровень управления танками — южновьетнамские танки использовались лишь как стационарные огневые точки, не маневрировали, прицельный огонь не вели, при этом стреляли как можно быстрее. Потерь в ходе боя M41 не понесли.
Когда информация о танках M41 попала к противнику, вьетконг разработал план спецоперации по захвату этих танков. Так, 23 марта 1966 года отрядом вьетконга была разгромлена база АРВ. С неё были угнаны 4 танка M41 и 6 бронетранспортёров M113. Во время погони 3 танка были уничтожены. Уцелевший M41 стал первым танком официально принятым на вооружение вьетконга, потерявшего в этой операции 71 солдата убитыми.
В первой половине 1966 года в Донг Ха была сформирована 7-я танковая рота, вооружённая M41.
С июля 1965 по май 1966 года в пяти южновьетнамских ротах (1-я, 3-я, 4-я, 5-я и 7-я), по 17 танков каждая, из 85 M41 было безвозвратно потеряно 4 машины (по всей видимости во время боя 23 марта 1966 года). Американские исследователи указывали, что за первый год участия в боевых действиях они показывали вполне достаточный уровень защиты от РПГ и мин и намного превосходили танк M48 в мобильности и способности преодолевать мосты. Главным недостатком M41 называли отсутствие возможности плавать. Примечательно, что первое время американцы считали, что 76-мм орудие M41 не уступает по эффективности 90-мм у M48.
Во второй половине 1966 года в Бат Ми Тоуте была сформирована 8-я танковая рота, вооружённая M41. В январе 1968 года была сформирована 11-я танковая рота в Донг Ха.
Тетское наступление
В ходе Тетского наступления в конце января 1968 года в начале сражения участвовало около 150 южновьетнамских M41 в составе 7 танковых рот.
В начале 1968 года 7-я танковая рота Южного Вьетнама пыталась принять участие во время битвы за Хюэ, однако трудности возникли ещё до приезда в город. США в этом сражении задействовали 7 танков M48A3 и 2 огнемётных танка M67A2. Когда отправленные на помощь танки США только входили в город через мост Ан Куу, после моста ими была обнаружена разгромленная южновьетнамская колонна из не менее 6 подбитых танков M41 и 1 M113. Как позже выяснилось 3 танка M41, вместе с командиром, всё таки смогли прорваться вперёд из засады. При дальнейшем продвижении к Хюэ эти танки опять попали в засаду, командирский M41 был уничтожен попаданием из РПГ-2, командир 7-й роты был убит. В результате из 7-й роты до Хюэ смогли добраться и принять участие в сражении лишь 2 танка M41.
В ходе боёв с 1968 по 1969 годы из США были доставлены ещё танки и сформированы 4 роты: 14-я в Контуме, 15-я в Бьен Хоа, 17-я в Хой Ан и 18-я в Бьен Хоа.
Вторжение в Камбоджу
В октябре-декабре 1970 года во время вторжения трёх дивизий Южного Вьетнама в Камбоджу (операция «Тотальная победа 8B5») участвовали 1-й и 18-й южновьетамские танковые полки (роты). Каждый полк задействовал 30 танков M41 и 74 других бронемашин.
Операция Lam Son 719
В феврале-марте 1971 года около 75 танков M41 1-й бригады Южного Вьетнама (4-я, 7-я, 11-я и 17-я танковые роты) участвовали в танковых сражениях в ходе наступательной операции Lam Son 719 на территории Лаоса. Им противостояло 88 северовьетнамских танков: 33 Т-54 (297-й полк), 22 ПТ-76 (202-й полк) и 33 Т-34-85 (198-й полк).
Южновьетнамские M41 уничтожили некоторое количество северовьетнамских танков (танкисты АРВ утверждали что им удалось уничтожить даже несколько Т-54). Так, 27 февраля во время боя за FSB-31, командир 17-й танковой роты рассказывал как выпущенный его танком 76-мм снаряд в лобовую броню Т-54, перевернул и взорвал вражеский танк.
Однако развить наступление южновьетнамцам так и не удалось и вскоре оно перешло в паническое бегство. Отступая, южане побросали практически все свои танки M41. Преследуя их северяне вторглись на территорию Южного Вьетнама и разгромили военную базу Кхе Сань. В результате операции было потеряно 54 танка M41 из около 75. Президент США поблагодарил 1-я бронетанковую бригаду южан «за успех первой крупной операции».
В 1971 году США поставили и сформировали 19-ю танковую роту, вооружённую M41, которая вошла в состав 2-й танковой бригады.
Пасхальное наступление
В 1972 году, перед «Пасхальным наступлением», южане имели около 550 танков, северяне задействовали около 320 танков, в основном Т-54. Хотя северяне и начали наступление значительно уступая количественно, но они превосходили качественно, их основу составляли тяжелобронированные Т-54, в то же время у южан подавляющее большинство составляли M41. При этом количество «Уокер Бульдогов» достигло своего максимума (450—500), в строю у южан имелось 12 рот таких танков (около 200), остальные были в резерве и учебном батальоне.
Танки M41 применялись в:
MR I: 1-я танковая бригада, главное сражение — битва за Куанчи.
MR II: 2-я танковая бригада, главное сражение — битва за Контум.
MR III: 3-я танковая бригада, главное сражение — битва за Ан Лок.
MR IV: танки не применялись.
Битва за Ан Лок завершилась тяжёлым поражением для северян.
Больших успехов северянам удалось достичь в битве за Контум, но сам Контум взять не удалось.
Битва за Куанчи стала тяжёлым поражением для южан, сам Куанчи был взят северянами в начале мая. За время взятия города по северовьетнамским данным было уничтожено и захвачено 200 танков и бронемашин и 100 орудий. Американские источники подтверждают эти заявления, по их данным 1-я танковая бригада АРВ потеряла почти всю свою бронетехнику — 66 M41, 43 M48 и 103 M113, уцелело лишь несколько M41. Наиболее крупные танковые сражения с участием M41 произошли 27 апреля 1972 года, во время боя за Высоту-26 рота из 11 «Уокер Бульдогов» встретилась с 7-й танковой ротой ДРВ (до 10 танков Т-34-85), по данным американских источников в ходе боя с «тридцатьчетвёрками» было уничтожено 3 M41 и ещё 5 было захвачено, высота была потеряна южанами, вдобавок во время боя за Высоту-22 пара M41 была уничтожена огнём вкопанных танков Т-54.
В ходе сражения за Тан Чанх (провинция Контум) известен случай когда группа из 10 южновьетнамских «Уокер Бульдогов» была атакована одним северовьетнамским Т-54. В ходе завязавшегося боя «пятьдесятчетвёрка» уничтожила 7 танков, прежде чем была подбита из гранатомёта. Орудия M41 испытывали трудности при стрельбе даже по бортам Т-54.
За время наступления северян Армия Южного Вьетнама безвозвратно потеряла около 150 танков M41, M48 и M24 (по убыванию количества потерь).
После окончания северовьетнамского наступления 1972 года американцы восстановили потери южновьетнамских танков поставками M48. Точные потери танков M41 в 1972 году есть в документе «Department of Defense appropriations for fiscal year 1973. Part 5», но сами цифры в нём до сих пор скрыты.
Оценки боевой эффективности в 1971—1972 годах
Боевая эффективность M41 оценивалась про разному. Американский исследователь Раймонд Баттреалл сделал вывод что танка M41 «более чем достаточно для Т-54». Другой американский историк Филипп Дэвидсон указывал что начало поставок танков M48 после первых встреч с Т-54, являлось прямой причиной неспособности противостоять «пятьдесятчетвёркам» с помощью M41. Генерал армии Южного Вьетнама Дуй Хинх Нгуен (Duy Hinh Nguyen) указывал что в 1971 году M41 не смогли противостоять Т-54.
Битва за Куа Вьет
В конце января 1973 года во время битвы за порт Куа Вьет произошло крупное танковое сражение. Это была последняя крупномасштабная контратака армии Южного Вьетнама. В попытке захвата порта участвовала 1-я бронетанковая бригада в составе около 130 бронемашин, танки были в составе 7-й и 17-й рот M41 и 20-го батальона M48. В ходе сражения используя численное преимущество южанам удалось окружить и нанести тяжёлые потери северянам, однако контратаки одиночных северовьетнамских танков, а также БТР с установками ПТУР «Малютка» нанесли неприемлемые потери и южане вынуждены были отступить. 6 танков, включая 3 M41, достались северянам в качестве трофеев, не считая уничтоженных.
На начало 1974 года в строю у Южного Вьетнама находилось 189 M41, ещё 145 таких танков проходили обслуживание и ремонт.
20 июня 1974 года южновьетнамская разведка засекла морской конвой северян из более 30 катеров в дельте реки Куа Вьет. Возле деревни Тхон Му Тxиyй танки M41 17-й роты потопили одно судно. На нём обнаружились 8 убитых вьетконговцев, 200 банок тушенки и 1000 комплектов одежды.
Весеннее наступление
К весне 1975 года южновьетнамцы снова имели около 550 танков, в том числе около 300 M41.
В ходе наступления 1975 года танки M41, которые захватывались северовьетнамцами, практически сразу же принимались в строй и использовались против их бывших хозяев. В частности, из нескольких десятков трофейных танков, захваченных в Да Нанге был в спешном порядке сформирован 675-й танковый батальон, который тут же был брошен для наступления на Сайгон. По итогу армия Южного Вьетнама была полностью уничтожена и все танки M41 были либо уничтожены, либо захвачены.
Итог применения
Война во Вьетнаме была самым крупным конфликтом где участвовали танки «Уокер Бульдог». Все из около 600 танков M41 полученных южновьетнамцами были безвозвратно потеряны до одного.

### Переворот в Чили
В 1973 году, танки M41 применялись чилийской армией, против боевиков леворадикальных группировок.

### Бунт в Детройте 1967 года
На вооружении формирований сухопутных войск Национальной гвардии и применялся при подавлении бунта в Детройте 1967 года, с другой бронетехникой.

### Эфиопо-сомалийская война
К моменту начала войны в Эфиопию было поставлено 54 танка M41.
Встречались в боях с сомалийскими танками Т-54/55, где потерпели поражение. В боях за Джиджигу сомалийские танки уничтожили как минимум 9 M41. 12 сентября, к моменту взятия Джиджиги эфиопские M41 были потеряны все до одного.
После окончания войны 11 трофейных эфиопских M41 встали на вооружение Сомали.

### Гражданская война в Ливане
Танки M41, находившиеся на вооружении ливанской армии, применялись в ходе гражданской войны в Ливане.